# コリン・ヘンドリー
コリン・ヘンドリー（Edward Colin Hendry, 1965年12月7日 - ）は、スコットランド、キース出身の元サッカー選手、サッカー指導者。現役時代のポジションはDF。
現役時代はダンディー、ブラックバーン、マンチェスター・シティ、レンジャーズ、コヴェントリー・シティ、ボルトン、プレストン・ノースエンド、ブラックプールでプレーした。

## 経歴
地元のユースクラブでFWとしてキャリアをスタートさせた。1983年にダンディーに入団。1987年、当時イングランドの2部のクラブであったブラックバーンに移籍し、DFとなった。ブラックバーンで活躍した後、1989年にマンチェスター・シティに移籍する。1991年にケニー・ダルグリッシュが監督に就任したブラックバーンに復帰。チームのプレミアリーグ昇格に貢献し、1994-95シーズンには「SAS」と呼ばれたアラン・シアラーとクリス・サットンのコンビと共にクラブのプレミアリーグ初優勝に貢献した。
1998年には400万ポンドでスコティッシュ・プレミアリーグのレンジャーズに移籍し、活躍の場をスコットランドに移すが、怪我や監督であるディック・アドフォカートに対する不満などもあり、クラブの黄金期の中で満足な結果を残す事はできなかった。その後、2000年にコヴェントリー・シティ、2001年にボルトンに移籍。プレストン・ノースエンドへのレンタル移籍を経て、2002年にブラックプールに移籍し、2003年に現役を引退した。
スコットランド代表としては27歳で代表デビューと比較的遅かったが、スコットランド代表として51試合に出場し、1998年のW杯フランス大会ではキャプテンとして代表を率いた。2002年のW杯日韓大会の予選でも活躍していたが、2001年3月28日に行われたサンマリノ戦で2ゴールを決めた後、サンマリノ代表のニコラ・アルバーニに対するファウルで6試合の出場停止処分を受けてしまい、この試合がヘンドリーにとっての最後の国際舞台となってしまった。
約20年に渡る現役生活で500試合以上に出場し、クラブでは40ゴール以上を挙げ、代表ではキャプテン、ディフェンスの要として活躍した選手であった。引退後は2004年にブラックプールの監督、2006年にボストン・ユナイテッドの監督補佐を経て、2007年にクライドの監督に就任したが、2008年に辞任した。

## 代表歴

### 出場大会
- スコットランド代表
  - 1998 FIFAワールドカップ

### 試合数
- 国際Aマッチ 51試合 3得点（1993年-2001年）[1]

| スコットランド代表 | 国際Aマッチ | 国際Aマッチ |
| 年                 | 出場        | 得点        |
| ------------------ | ----------- | ----------- |
| 1993               | 3           | 1           |
| 1994               | 6           | 0           |
| 1995               | 5           | 0           |
| 1996               | 9           | 0           |
| 1997               | 5           | 0           |
| 1998               | 10          | 0           |
| 1999               | 6           | 0           |
| 2000               | 5           | 0           |
| 2001               | 2           | 2           |
| 通算               | 51          | 3           |